# Historia del tabaco

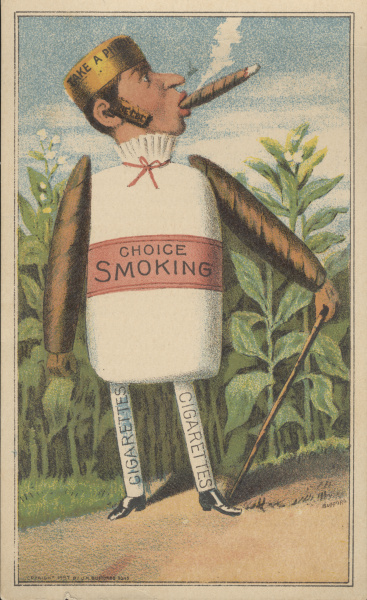
Publicidad sobre el tabaco de The Great Atlantic and Pacific Tea Company, de 1877.

El tabaco es el producto obtenido de las hojas de la planta Nicotiana tabacum, una planta herbácea y perenne, de la familia de las solanáceas. Este producto se ha empleado a lo largo de la historia de forma aspirada (tabaco en polvo), lamida (tabaco en pasta), fumada (tabaco de humo) o mascadas (tabaco en hoja).

## Origen
La planta Nicotiana tabacum es originaria de la zona del altiplano andino. Su cultivo y su uso se extendió por todo el continente alcanzando Centroamérica entre el 2500 a. C. y el 3000 a. C. Las comunidades indígenas lo utilizaban con fines medicinales-terapéuticos (como purgante nasal con un preparado de hojas molidas combinado con otras plantas medicinales locales) y con fines culturales y ceremoniales (como símbolo de importancia simbólica y espiritual). Este uso tradicional difería notablemente del consumo actual con la fabricación industrial y la producción de cigarrillos (tabacos enrollados en papel de alta combustión) en cajas individuales. Existen esculturas y pinturas indígenas americanas que representan personajes en alguna acción relacionada con el tabaco.
Diversos viajeros españoles relataron la costumbre de los nativos americanos de soplar el humo de las hojas secas de tabaco y enrolladas, en las Antillas, la Florida, México y Brasil, para lo que utilizaban como accesorio una forma de rollo de hojas o tubos a manera de pipas, con la particularidad de no absorber el humo, sino contenerlo en la boca y soplarlo.
Con la conquista europea, el tabaco empezó a perder su sentido cultural y ritual y pasó a tener un uso más cotidiano. Rodrigo de Jerez, junto con Luis de Torres, componentes de la primera expedición de Colón, supusieron el primer contacto de los españoles con el tabaco, cuando realizaban un reconocimiento de la isla de Cuba.

## Expansión del tabaco

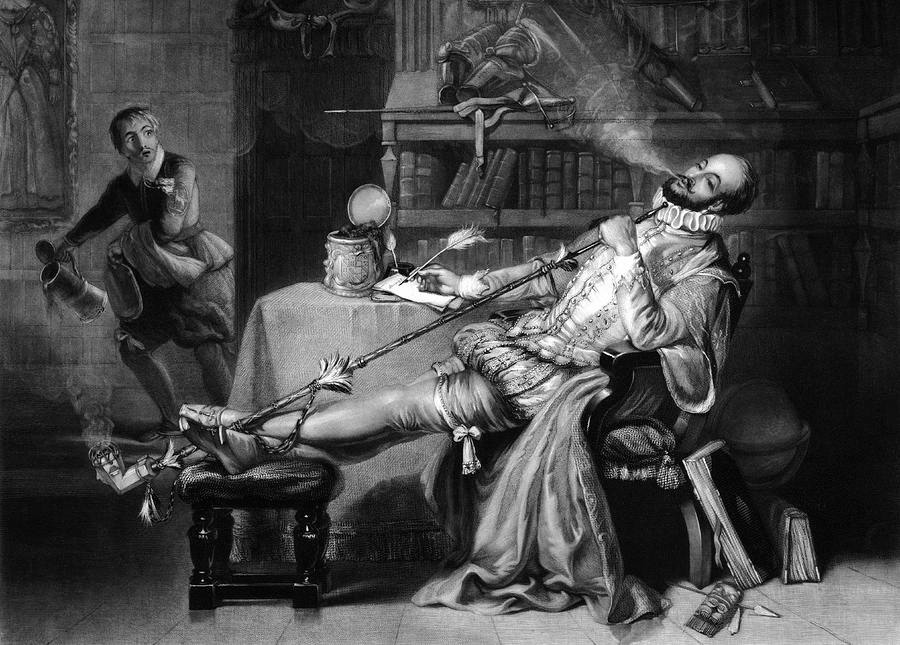
"Raleigh's First Pipe in England" - ilustración incluida en Frederick William Fairholt's Tobacco, its history and associations. Walter Raleigh fue uno de los introductores del tabaco en Inglaterra.

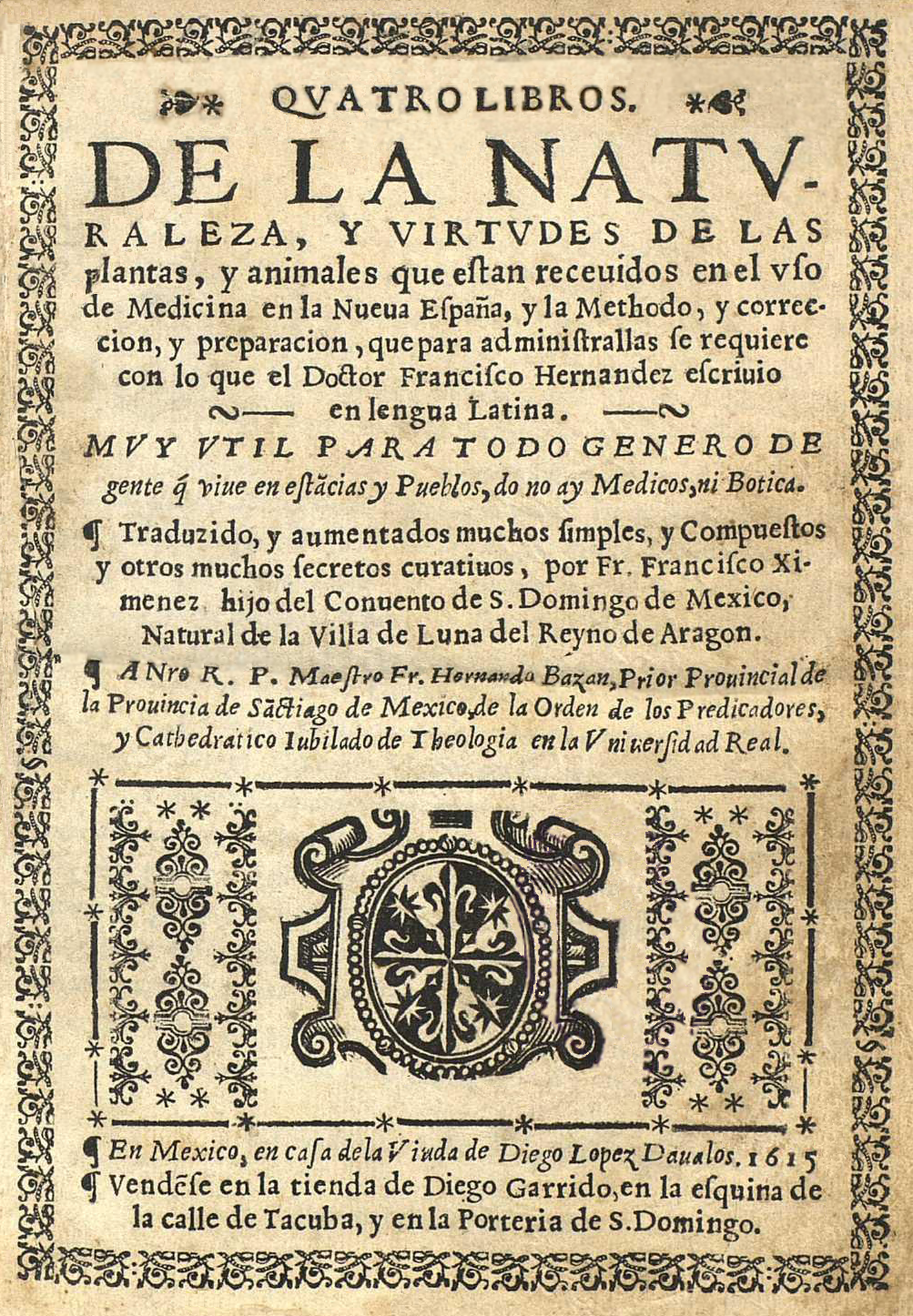
Portada de "Quatro libros de la naturaleza y virtudes de las plantas y animales". México: 1615.

En 1565, el médico sevillano Nicolás Monardes publicó Historia medicinal de las cosas que se traen de nuestras Indias Occidentales en la que describe la planta del tabaco, el uso que hacían de la misma los indígenas americanos y sus empleos terapéuticos.
Entre 1571 y 1577, el médico y botánico español Francisco Hernández de Boncalo, fue elegido por la corona española para dirigir una expedición científica a América centrada especialmente en el territorio de Nueva España, fue la Comisión de Francisco Hernández a Nueva España que plasmó su trabajo en "Historia natural de la Nueva España" en la que es una de los primeras descripciones sobre el tabaco y sus propiedades:"Es el yetl una hierba de raíz corta, delgada y fibrosa de donde nacen tallos de cinco o más palmos de largo, vellosos, desordenados, estriados y lisos; hojas anchas, oblongas y hasta cierto punto parecidas a las del lampazo; flores semejantes a las del beleño que dejan, cuando caen, cápsulas llenas de semillas. Llaman los haitianos a esta planta tabaco (y de ellos se transmitió el nombre no sólo a los indios, sino también a los españoles), porque se mezclaba a los sahumerios, que igualmente llamaban tabacos. Algunos lo llaman hierba sagrada, y, otros, nicociana. Sus propiedades son bien conocidas: las hojas puestas a secar, envueltas luego en forma de tubo e introducidas en cañutos o en canales de papel, encendidas por un lado, aplicadas por el otro a la boca o a la nariz, y aspirando el humo con boca y nariz cerradas para que penetre el vapor hasta el pecho, provocan admirablemente la expectoración, alivian el asma como por milagro, la respiración difícil y las molestias consiguientes". Además: "Se embota el sentido de las penas y trabajos, e invade por completo el ánimo como un reposo de todas las facultades, que podría llamarse una casi 'embriaguez'."
Y más adelante: "... El polvo de las hojas, aspirado y tomado por la nariz, hace que no se sientan los azotes ni los suplicios de cualquier género, incrementa el vigor y fortalece el ánimo para sobrellevar los trabajos... Pero los que toman la corteza en cantidad de lo que cabe en una cáscara de nuez, se embriagan de tal modo que caen de inmediato inconscientes y medio muertos. Los que recurren al auxilio del tabaco con más frecuencia de la que conviene se ponen descoloridos, con la lengua sucia y la garganta palpitante, sufren ardor del hígado y mueren al fin por caquexia e hidropesía; mas los que lo usan moderadamente suelen liberarse de otras muchas molestias...".
Los primeros cultivos de tabaco se realizaron, por los españoles, en 1530 en territorio de la isla de Santo Domingo, adquiriendo su cultivo un rápido desarrollo que lo llevó en menos de un siglo de las tierras de América hasta Europa, Asia (se introduce por los portugueses y se comienza su cultivo en el siglo XVII, sobre todo en Japón y Filipinas) y África (costa oriental, Madagascar y más tarde en Egipto y Marruecos). Su cultivo y comercialización fue objeto de regulación por los países, mediante la monopolización en unos casos y con el establecimiento de impuestos que gravaban su producción o consumo en otros.
Jean Nicot  embajador francés en Lisboa envió en 1560 a la reina madre, Catalina de Médici, esta hierba, cuyas virtudes medicinales había comprobado, con ello se extiende el empleo del tabaco aspirado y la planta adquiere fama medicinal, derivando de este apellido, su nombre genérico, (nicotiana). En 1585 La planta fue llevada a Inglaterra por Francis Drake y también el inglés Walter Raleigh inició en la corte isabelina la costumbre de fumar tabaco en pipa.
El uso del tabaco se difundió rápidamente por Europa y posteriormente alcanzó Rusia y en el siglo XVII llegó a China, Japón y la costa occidental de África.
Hubo prohibiciones de uso del tabaco, en 1604, el rey Jaime I de Inglaterra prohibió su consumo en todo el país. También el Papa Urbano VIII, en una Bula de 1642, prohibió el consumo de tabaco en todas las iglesias de la diócesis de Sevilla. 
Tras la expansión mundial de la planta, Las principales plantaciones de tabaco se establecieron en Virginia, Brasil (Bahía de Recife), Nueva Granada (Venezuela), Nueva España (Guadalajara) y en las islas del Caribe, especialmente en Cuba y, en menor escala, en Filipinas y en las islas holandesas. Comienza un comercio internacional de tabaco en el que España lo produce en América, Francia en las Antillas y Guayanas, Portugal en Brasil e Inglaterra en Virginia y La Florida.  En el reino de Guatemala, el impuesto al cultivo de la planta generaba al erario 450,000 dólares anuales.
A partir de finales del siglo XIX, la industrialización y mecanización del proceso de fabricación de cigarrillos posibilitó su difusión a una mayor población e hicieron su consumo más masivo. En pocas décadas, el consumo de cigarrillos se generalizó en la mayoría de países occidentales, hasta alcanzar a más del 50% de la población adulta.
El despegue de este consumo masivo de tabaco se produce, en Estados Unidos, a partir de los años 20 del siglo XX, entre los años 30 y 40 en Europa Central y a partir de los años 50 en España. Este fenómeno desencadenó uno de los problemas de salud más graves que ha afrontado la sociedad moderna.

### El comercio del tabaco en España
A principios del siglo XVI se establecieron las primeras industrias de manufacturas de tabaco en la ciudad de Sevilla, las primeras de toda Europa. Antes el tabaco debía de ser traído desde Cuba y Santo Domingo en polvo. Una vez levantada la factoría sevillana, la hoja de tabaco llegaba íntegra para ser tratada en la fábrica. Fue esta fábrica, la que monopolizó la fabricación de todo el tabaco en España. Un dato nos puede indicar la floreciente actividad de esta empresa: en 1797 aportó 101.863.200 reales vellón al patrimonio nacional. 
En 1632 se instauró el estanco del tabaco en España, que duró hasta 1844, en que fue arrendado al marqués de Salamanca. A partir del siglo XIX, se abrieron en España nuevas fábricas de tabaco en Bilbao, Santander, Madrid, etc., mejorándose, al mismo tiempo, la producción de tabaco en Cuba, entonces primer productor mundial de tabaco. Se establecieron fuertes relaciones entre las tabaquerías yanquis y las cubanas, lo que a largo plazo tendría nefastas consecuencias para los cubanos. Entre 1866 y 1874 se permitió la libre introducción y venta del mismo. En 1887 se estableció un sistema de arrendamiento de monopolio, adjudicado a la Compañía Arrendataria de Tabaco. La entrada de España, en 1986, en las comunidades Europeas supuso la desaparición del monopolio.

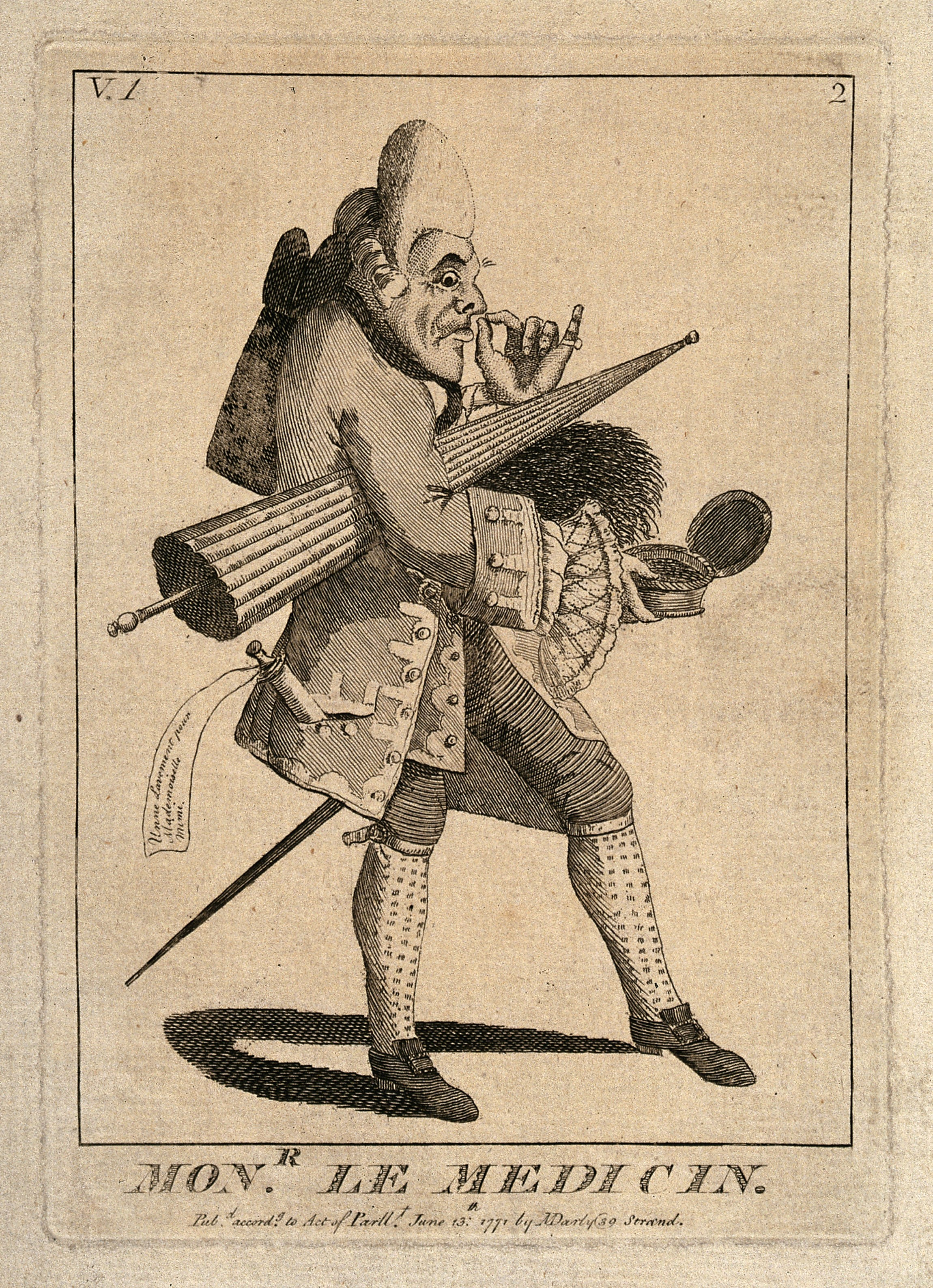
Caricatura de 1771 de un médico esnifando tabaco.

## Formas de uso a lo largo de la historia

### Tabaco en polvo y mascado
El tabaco sin combustión se utilizó de forma aspirada y para masticar, esta última modalidad nunca estuvo muy difundida en Europa, pero si alcanzó popularidad en la zona meridional y del sureste de Estados Unidos.
La inhalación de tabaco seco por la nariz era algo practicado en el periodo precolombino en América. La población indígena de Brasil fue el primer pueblo conocido en consumir el tabaco de este modo, que preparaban con morteros de palisandro. Las primeras descripciones de dicha práctica fueron recogidas por fray Ramón Pané después del segundo viaje antillano de Colón (1493-1496).

### Cigarros puros
El uso del cigarro se remonta a los primeros tiempos de la introducción del tabaco en Europa, su uso se extiende en el siglo XVIII. Su consumo se amplió, desplazando al tabaco en polvo. En el siglo XX fue desplazado por el cigarrillo.

### Cigarrillos

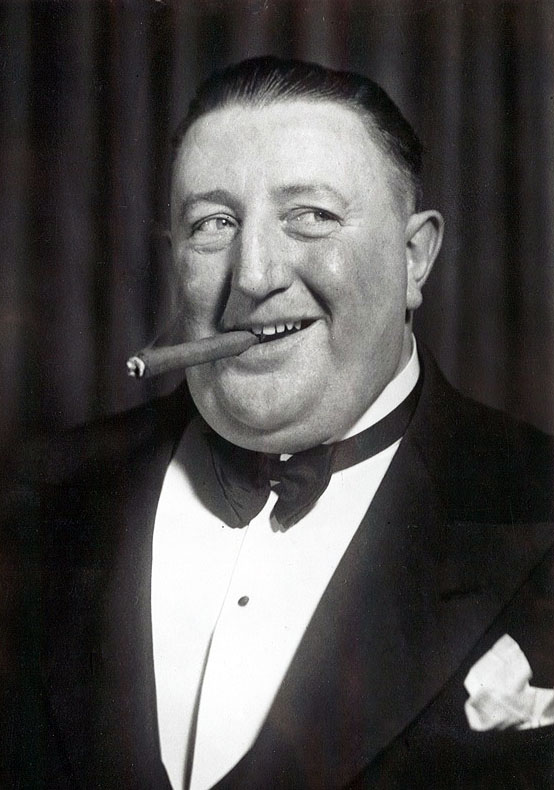
El actor Einar Ros fumando un cigarro (1940)

Las reseñas del empleo de cigarrillos es antigua pues los indios de las Antillas y México que fumaban el tabaco con un tubo hecho de hojas de una planta distinta, normalmente maíz. Al trasladarse a Europa se sustituyó el maíz por papel. Su uso creció en el siglo XVIII, pero cuando alcanzó su máxima difusión fue a partir de finales del siglo XIX con la mecanización de la fabricación que revolucionó su industria, con la máquina patentada por James Albert Bonsack y su comercialización por James Buchanan Duke.

### La pipa
También trae su historia en el empleo que realizaban los nativos americanos. Su progreso fue lento en Europa arraigando solo en determinados territorios y estratos sociales. A partir del siglo XIX se extendió más su uso. Entre los tipos de tabacos más consumidos bajo este formato, se encuentran el cavendish, el perique y la latakia.

## La industria del tabaco
En la primera mitad del siglo XVIII la corona española poseedora hasta entonces del monopolio del tabaco, materializándolo en la Real Fábrica de Puros y Cigarros de México, lo extiende a Cuba y cede la explotación a la compañía de La Habana.
A fines del siglo XVIII y gran parte del XIX, la América de habla inglesa se convirtió en la principal productora mundial de tabaco con la invención de la máquina de elaborar cigarros en 1881.

## Primeras evidencias de los efectos nocivos del tabaco

Ya en la década de 1920, se publicaron estudios médicos alemanes que advertían de los peligros del tabaco sobre la salud, pero fueron en gran medida olvidados e ignorados. Fue a mediados de los cincuenta cuando se empiezan a publicar trabajos epidemiológicos muy completos que vinculan el consumo de cigarrillos con el cáncer de pulmón, entre estos estudios más destacados, se encuentran:
- 1954: Richard Doll y Bradford Hill publicaron un estudio sobre los médicos británicos en el British Medical Journal (Revista Médica Británica).[11]
- 1962: Informe del Royal College of Physicians del Reino Unido.
- 1964: Primer informe del Cirujano General acerca del tabaco y su efecto en la salud.
- 1981: Primer estudio importante sobre el consumo pasivo de cigarrillos y el cáncer de pulmón, por Takeshi Hirayama en Japón.